# بابلو سوتو
بابلو سوتو (بالإسبانية: Pablo Soto Bravo)‏ هو عالم حاسوب ومهندس ومطور برمجيات إسباني، ولد في 1979 في مدريد في إسبانيا.